# Opisthotropis typica
Espèce
Synonymes
- Helicopsoides typicus Mocquard, 1890

Statut de conservation UICN

 LC  : Préoccupation mineure
Opisthotropis typica est une espèce de serpents de la famille des Natricidae. 

## Répartition
Cette espèce se rencontre, :
- aux Philippines sur l'île de Palawan ;
- au Brunei ;
- en Indonésie au Kalimantan ;
- en Malaisie orientale dans les États du Sabah et du Sarawak.

## Description
L'holotype de Opisthotropis typica mesure 39 cm dont 9,5 cm pour la queue. C'est un serpent ovipare.

## Publication originale
- Mocquard, 1890 : Recherches sur la faune herpétologique des Iles de Bornéo et de Palawan. Nouvelles archives du Museum d'histoire naturelle de Paris, sér. 3, vol. 2, p. 115–168 (texte intégral).